# Bombardier NGT8DD
Bombardier NGT8DD − niskopodłogowy tramwaj wyprodukowany przez Bombardier Transportation w Budziszynie dla Drezna.

## Konstrukcja
Tramwaje NGT8DD stanowią rozwinięcie konstrukcji tramwajów SachsenTram NGT6DD. NGT8DD są dłuższe o dwa człony: jeden wiszący oraz jeden krótki z wózkiem wydłużyło to tramwaj o 11 metrów do długości 41 m. Tramwaj wyposażono w 4 wózki z czego trzy (1, 3 i 4)  to wózki napędne. Każdy wózek napędny ma po dwa silniki o mocy 95 kW. NGT8DD produkowane były tylko w wersji jednokierunkowej. Tramwaj może pomieścić 256 pasażerów w tym 112 na miejscach siedzących.

## Eksploatacja
Tramwaje NGT8DD produkowano w tych samych zakładach w Budziszynie co tramwaje NGT6DD tyle że zakłady te wcześniej przejął Bombardier. Wagony NGT8DD produkowano w latach 2001–2002, łącznie wyprodukowano 23 tramwaje tego typu, wszystkie dla Drezna.